# Distrito de Micoud
Micoud es un distrito administrativo localizado en el sureste de la isla de Santa Lucía, un pequeño país del área del Caribe localizado al norte de Venezuela y Trinidad y Tobago. De acuerdo con el censo del año 2001 la región tiene una población de 16,051 habitantes.
Las principales actividades económicas de la zona son la pesca, el cultivo de bananos y otras frutas tropicales. 
La cabecera distrital es la población de Micoud (13°49′ N, 60°54′ O).

## Organización territorial
El distrito está formado por setenta y siete localidades:
- Anbre
- Anse Ger
- Banse (parcial)
- Beauchamp
- Belle Vue (parcial)
- Blanchard
- Bois Canot
- Cacao/Vigie
- Cacoa (parcial)
- Calypso
- Canelles
- Carriere
- Catter Beaufond
- Cazuca
- Chique
- Choucomel
- Coolie Town
- De Mailly
- Delomel
- Des Blanchard
- Desruisseaux
- Dugard
- En Mango
- Errard (parcial)
- Escap
- Fond
- Fond d'Or
- Galba
- Gomier
- Gouette
- L'Eau Mineau
- L'Orangerie Road
- L'Union
- La Courville
- La Croix
- La Fille
- La Gwen Ba
- La Haut
- La Pointe
- Latille
- Lezy
- Lombard
- London Road
- Mahaut
- Malgretoute
- Mamiku
- Micoud
- Miné
- Mon Repos
- Moneymoon Beach
- Moreau
- Morne Vient
- Mount Erole
- Myette Gardens
- New Village
- Paix Bouche
- Palmiste Estate
- Patience
- Pelouze
- Planard
- Praslin
- Raillon Road
- Rameau
- Rouarne
- Saint Marie Road
- Saut
- Savannes
- Six Miles/Descatier
- St. Helen Estate
- Ti Riviere
- Ti Rocher
- Tou Cochon
- Troumassee
- Viancelle (parcial)
- Vige (parcial)
- Village
- Volet